# Kasper Asgreen
Kasper Asgreen (Kolding, 8 de febrero de 1995) es un ciclista danés que milita en las filas del conjunto EF Education-EasyPost.

## Palmarés
2016
- 3.º en el Campeonato de Dinamarca Contrarreloj

2017
- Campeonato Europeo Contrarreloj sub-23
- 2.º en el Campeonato de Dinamarca Contrarreloj
- GP Viborg
- 1 etapa del Tour del Porvenir[2]

2018
- 1 etapa del Istrian Spring Trophy

2019
- 1 etapa del Tour de California
- Campeonato de Dinamarca Contrarreloj
- 2.º en el Campeonato de Dinamarca en Ruta
- 2.º en el Campeonato Europeo Contrarreloj
- 1 etapa de la Vuelta a Alemania

2020
- Kuurne-Bruselas-Kuurne
- Campeonato de Dinamarca en Ruta  [3]
- Campeonato de Dinamarca Contrarreloj

2021
- E3 Saxo Bank Classic
- Tour de Flandes
- 1 etapa de la Vuelta al Algarve
- Campeonato de Dinamarca Contrarreloj

2023
- Campeonato de Dinamarca Contrarreloj
- 1 etapa del Tour de Francia
- 1 etapa del Tour de Eslovaquia

2024
- 2.º en el Campeonato de Dinamarca Contrarreloj
- 2.º en el Campeonato de Dinamarca en Ruta

2025
- 1 etapa del Giro de Italia
- 3.º en el Campeonato de Dinamarca Contrarreloj

## Resultados

### Grandes Vueltas
| Carrera | Carrera         | 2015 | 2016 | 2017 | 2018  | 2019  | 2020  | 2021 | 2022 | 2023 | 2024  | 2025  |
| ------- | --------------- | ---- | ---- | ---- | ----- | ----- | ----- | ---- | ---- | ---- | ----- | ----- |
|         | Giro de Italia  | —    | —    | —    | —     | —     | —     | —    | —    | —    | —     | 115.º |
|         | Tour de Francia | —    | —    | —    | —     | 122.º | 114.º | 64.º | Ab.  | 87.º | —     | 92.º  |
|         | Vuelta a España | —    | —    | —    | 134.º | —     | —     | —    | —    | —    | 120.º | —     |

### Clásicas, Campeonatos y JJ. OO.
| Omloop Het Nieuwsblad        | Omloop Het Nieuwsblad        | —    | —    | —             | —             | —             | 35.º          | 49.º | 76.º | —    | Ab.  | 40.º  |    |    |
| Kuurne-Bruselas-Kuurne       | Kuurne-Bruselas-Kuurne       | —    | —    | —             | —             | 31.º          | 1.º           | 34.º | 84.º | —    | 88.º | 90.º  |    |    |
| Strade Bianche               | Strade Bianche               | —    | —    | —             | —             | —             | Ab.           | 28.º | 3.º  | —    | 40.º | —     |    |    |
|                              | Milán-San Remo               | —    | —    | —             | —             | —             | 72.º          | 99.º | —    | 36.º | 16.º | —     |    |    |
| Tres Días de Brujas-La Panne | Tres Días de Brujas-La Panne | —    | —    | —             | —             | 69.º          | 9.º           | —    | —    | —    | —    | —     |    |    |
| E3 Saxo Classic              | E3 Saxo Classic              | —    | —    | —             | —             | 48.º          | X             | 1.º  | 10.º | 51.º | 77.º | —     |    |    |
| Gante-Wevelgem               | Gante-Wevelgem               | —    | —    | —             | —             | —             | 11.º          | ―    | 32.º | 93.º | 54.º | —     |    |    |
| A Través de Flandes          | A Través de Flandes          | —    | —    | —             | —             | 143.º         | X             | 30.º | —    | —    | —    | —     |    |    |
|                              | Tour de Flandes              | —    | —    | —             | —             | 2.º           | 13.º          | 1.º  | 23.º | 7.º  | 47.º | —     |    |    |
| Scheldeprijs                 | Scheldeprijs                 | —    | —    | —             | 44.º          | —             | —             | —    | —    | —    | —    | —     |    |    |
|                              | París-Roubaix                | —    | —    | —             | —             | 50.º          | X             | 68.º | 44.º | Ab.  | 88.º | 61.º  |    |    |
| Flecha Brabanzona            | Flecha Brabanzona            | —    | —    | —             | 65.º          | —             | —             | —    | —    | —    | —    | —     |    |    |
| Amstel Gold Race             | Amstel Gold Race             | —    | —    | —             | —             | —             | —             | —    | 6.º  | —    | —    | —     |    |    |
|                              | Lieja-Bastoña-Lieja          | —    | —    | —             | —             | —             | —             | —    | —    | —    | —    | 117.º |    |    |
| Clásica San Sebastián        | Clásica San Sebastián        | —    | —    | —             | 78.º          | —             | X             | —    | —    | —    | Ab.  |       |    |    |
| EuroEyes Classics            | EuroEyes Classics            | —    | —    | —             | 99.º          | —             | X             | X    | —    | —    | —    |       |    |    |
| Gran Premio de Quebec        | Gran Premio de Quebec        | —    | —    | —             | —             | 27.º          | X             | X    | —    | —    | —    |       |    |    |
| Gran Premio de Montreal      | Gran Premio de Montreal      | —    | —    | —             | —             | 20.º          | X             | X    | —    | —    | —    |       |    |    |
|                              | Giro de Lombardía            | —    | —    | —             | Ab.º          | —             | —             | —    | —    | —    | —    |       |    |    |
| JJ. OO. (Ruta)               | JJ. OO. (Ruta)               | ND   | —    | No se disputó | No se disputó | No se disputó | No se disputó | Ab.  | ND   | ND   | —    | ND    | ND | ND |
| JJ. OO. (ITT)                | JJ. OO. (ITT)                | ND   | —    | No se disputó | No se disputó | No se disputó | No se disputó | 7.º  | ND   | ND   | —    | ND    | ND | ND |
| Mundial en Ruta              | Mundial en Ruta              | —    | —    | —             | 52.º          | Ab.           | —             | Ab.  | —    | Ab.  | Ab.  |       |    |    |
| Mundial Contrarreloj         | Mundial Contrarreloj         | —    | —    | —             | —             | 17.º          | 6.º           | 4.º  | —    | 14.º | 6.º  |       |    |    |
| Europeo en Ruta              | Europeo en Ruta              | X    | —    | —             | 26.º          | —             | —             | —    | —    | —    | 41.º |       |    |    |
| Europeo Contrarreloj         | Europeo Contrarreloj         | X    | —    | —             | —             | 2.º           | —             | 7.º  | —    | —    | 8.º  |       |    |    |
| Dinamarca en Ruta            | Dinamarca en Ruta            | Ab.  | 29.º | Ab.           | 30.º          | 2.º           | 1.º           | 37.º | —    | 24.º | 2.º  | 6.º   |    |    |
| Dinamarca Contrarreloj       | Dinamarca Contrarreloj       | 22.º | 3.º  | 2.º           | 4.º           | 1.º           | 1.º           | 1.º  | —    | 1.º  | 2.º  | 3.º   |    |    |

—: no participa

Ab.: abandona

X: no se disputó

## Equipos
- MLP Bergstrasse (2015)
- Trefor/Virtu Cycling (2016-2018)[4]
  - Virtu Pro Veloconcept (2016)
  - Team Virtu Cycling (2017)
  - Team Waoo (2018)
- Quick Step (2018-2024)
  - Quick-Step Floors (2018)
  - Deceuninck-Quick Step (2019-2021)
  - Quick-Step Alpha Vinyl Team (2022)
  - Soudal Quick-Step (2023-2024)
- EF Education-EasyPost (2025-)